# Kasernbefälhavarbostället

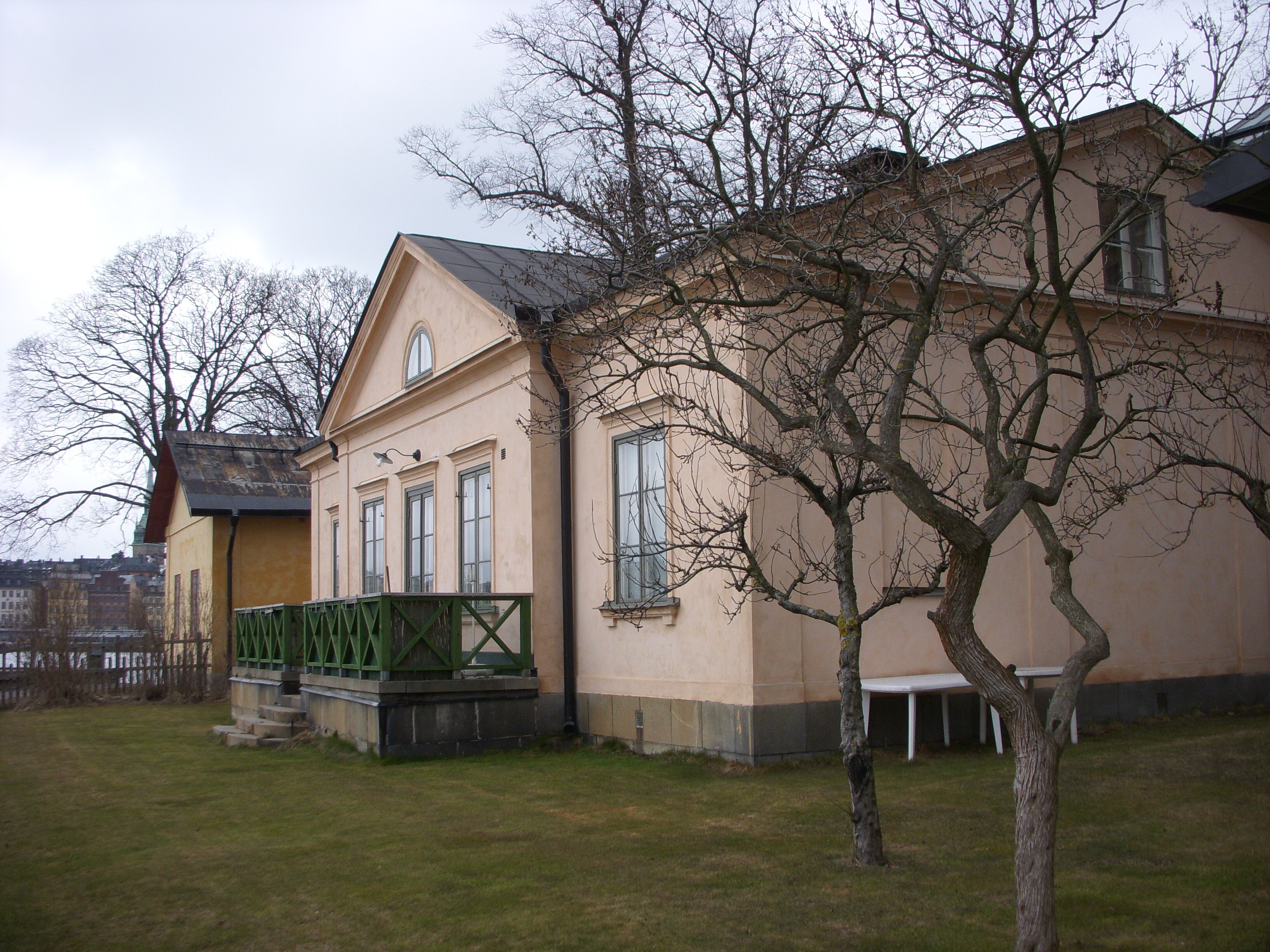
Kasernbefälhavarbostället 2009.

Kasernbefälshavarbostället är en byggnad på Skeppsholmen i Stockholm som ursprungligen uppfördes 1848–1849 som kontor och bostad för slottsproviantmästaren. Han var den tjänsteman som var föreståndare för Stockholms slotts förrådsmagasin på Skeppsholmen. 
Ritningarna till huset upprättades av arkitekt Johan Fredrik Åbom. Byggnaden överlämnades 1872 till arméförvaltningen och  1883 övergick förfoganderätten till Flottan. Fram till 1893, fungerade den som bostad åt befälhavaren över båtsmanskompanier. Därefter var huset bostad för den äldste kompanichefen vid 4:e och 6:e matroskompaniet. 1903 blev det kasernbefälhavarboställe. Under slutet av den militära verksamheten på Skeppsholmen användes byggnaden som bostad för kökspersonal som tjänstgjorde i kokhuset.
Idag är Kasernbefälhavarbostället med sin lilla trädgård åt Saltsjön en privatbostad med två lägenheter, som förvaltas av Statens Fastighetsverk.